# Xanthorhoe fibulata
Xanthorhoe fibulata là một loài bướm đêm trong họ Geometridae.